# Placówka Straży Celnej „Brodna”

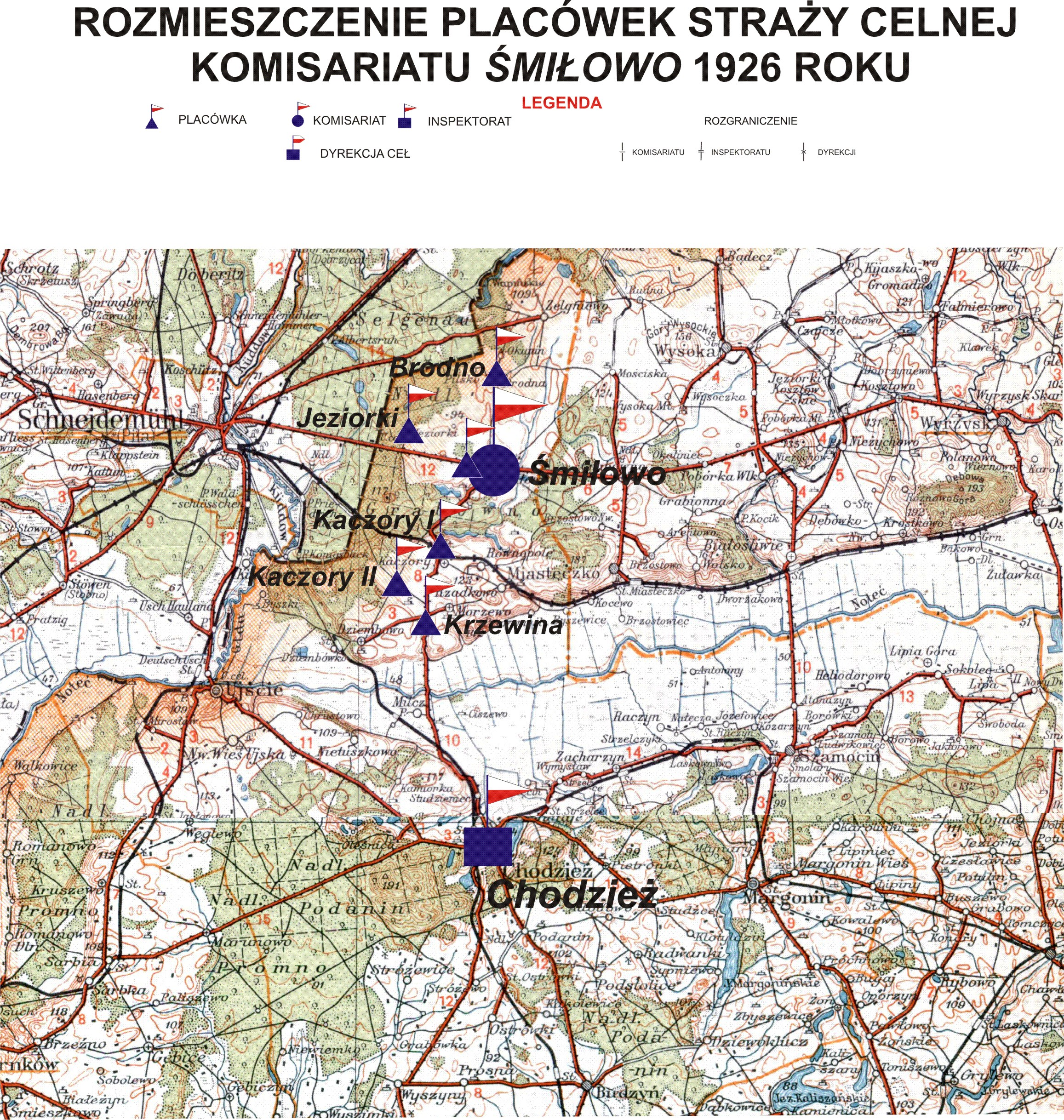
Rozlokowanie placówek Straży Celnej Komisariatu Śmiłowo

Placówka Straży Celnej „Brodna” – jednostka organizacyjna Straży Celnej pełniąca w okresie międzywojennym służbę ochronną na granicy polsko-niemieckiej.

## Formowanie i zmiany organizacyjne
Na wniosek Ministerstwa Skarbu, uchwałą z 10 marca 1920 roku, powołano do życia Straż Celną. Od połowy 1921 roku jednostki Straży Celnej rozpoczęły przejmowanie odcinków granicy od pododdziałów Batalionów Celnych. Proces tworzenia Straży Celnej trwał do końca 1922 roku. Placówka Straży Celnej „Brodno” weszła w podporządkowanie komisariatu Straży Celnej „Śmiłowo” z Inspektoratu SC „Międzychód”.
W drugiej połowie 1927 roku przystąpiono do gruntownej reorganizacji Straży Celnej. W praktyce skutkowało to rozwiązaniem tej formacji granicznej. Ochronę północnej, zachodniej i południowej granicy państwa przejęła powołana z dniem 2 kwietnia 1928 roku Straż Graniczna.
Rozkazem nr 12 z 10 stycznia 1930 roku  w sprawie reorganizacji Pomorskiego Inspektoratu Okręgowego komendant Straży Granicznej płk Jan Jur-Gorzechowski ustalił nową nazwę i organizację komisariatu „Wysoka”. Placówka Straży Granicznej II linii „Brodna” znalazła się w jego strukturze.

## Funkcjonariusze placówki
Kierownicy placówki
| stopień          | imię i nazwisko, numer | okres pełnienia służby | kolejne stanowisko |
| ---------------- | ---------------------- | ---------------------- | ------------------ |
| starszy strażnik | Michał Kurant (679)    | był w 1926             |                    |

Obsada personalna placówki w 1926:
- starszy strażnik Michał Kurant (679)
- strażnik Franciszek Jaskuła (72)
- strażnik Klemens Wilkowski (420)
- strażnik Stanisław Krzyżniak (119)
- strażnik Stanisław Standera (898)
- strażnik Józef Kozłowski (3)
- strażnik Wincenty Frąckowiak (3139)
- strażnik Walerian Schmidt (2101)
- strażnik Jan Grabski (1727)
- strażnik Antoni Wylegała (2121)
- strażnik Roman Mąka (1943)